# Thug Misses
Thug Misses è il primo album in studio della rapper statunitense Khia, pubblicato nel 2001.

## Tracce
1. My Neck, My Back (Lick It) – 3:42
2. Hater (Skit) – 0:29
3. F**k Dem Other Hoes (featuring DSD) – 3:54
4. The K-Wang (featuring DSD) – 5:11
5. You My Girl (featuring Markus Vance) – 4:28
6. Jealous Girls – 2:59
7. Taz (Skit) – 0:42
8. Don't Trust No N****z (featuring DSD) – 4:20
9. Taz II (Skit) – 0:55
10. Remember Me – 4:40
11. Scooter (Skit) – 0:09
12. F**k Dem F**k N****s (featuring DSD) – 3:28
13. I Know You Want It – 2:55
14. We Were Meant to Be – 4:34
15. For My King (Tribute to the Black Man) – 1:17
16. When I Meet My King – 3:31